# Kimakové
Kimäkové nebo Jemekové, (turecky Kimekler, čínsky 基马克 nebo 基馬克 – pchin-jinem Čchu-mu-kun nebo Ťie-maek, rusky Кимаки) byli částečně potomci Asijských Hunů. Kolektivně byli známí jako středoasijští Hunové, kteří v 2. století na rozdíl od svých soukmenovců netáhli do Evropy, nýbrž zůstali ve Střední Asii. Později nabyli názvu Jüe-pani a taky souhrnný název pro Jüe-pany daný čínskými historiky jako Čchu-mu-chunové čili v turkických jazycích Alty-čubové.
V roce 160 n. l. vytvořili Středoasijští Hunové Jüe-panské knížectví, které bylo v roce 490 rozvráceno kmeny Tie-lejů pocházejících z Ting-lingů. Roku 552 byli začleněni do Turkutského kaganátu (Turkuti) a později do Západoturkutského kaganátu (583–657; známý také jako Kaganát západních „Tchu-ťüe“) ve kterých se nacházeli v podřízeném postavení.

## Krátká historie

### Etymologie
- Podle Christophera I. Beckwitha, přibližně v roce (100 př. n. l. – 3. století) vzniklo podél východního pobřeží Korejského poloostrova Chuej-movské čínsky pchin-jinem Hui Mo, znaky 基馬 nebo Ťie-maekské království. Bylo vytvořeno z dvou kmenů: Chuejů a Moů. Není zcela jasné jakým způsobem se tyto dva kmeny, někdy Číňany nazývané také Tung-i neboli (východní barbaři), ocitli v prostoře střední Asie, ale zcela pravděpodobně byli vstřebání do konglomerátů Siung-nuských říší, jenž se v rámci nich pohnuly k západu ke společnému dobývání nových území, poněvadž je prokázáno, že středoasijští Hunové v 2. století zůstali ve Střední Asii. Zde Chuej-mové čili Jüe-pani přicházejí do povědomí pod názvem Čchu-mu-kunové.[2][3][4][5]
- Jméno Kimäk vzniklo ze spojení s dvěma kmeny Imi a Imek, pojmenovanými po řece Imi v údolí řeky Arguň („stříbrný“), která je přítokem Amuru. Marquart navrhl turkickou etymologii jako „Kimäk Iki-Imäk“ (Dva-Imekové). Žádný samostatný kmen v záznamech nebyl popsán jako „Kimäk“, ale vždy byly uváděny jako pár.[6] Středověcí čínští geografové neznaly etnonymum Kimäk, poněvadž vždy na ně odkazovali jako na Jüe-pany.[7]

- Mezi léty 155–166 Sjen-pejové vytvořili kočovnou konfederaci řízenou Tchan-š'-chuajem a převzali území Siung-nuovské říše. Poté vytlačili Ting-lingy čili budoucí Kypčaky, do Sajanských hor. Nejsilnější kmeny Siung-nuovské konfederace, známé podle Číňanů jako „Silní Hunové“, se pohnuly k západu. S novými spojenci jako Tocharové, Íránci, Ujgrové a Kavkazané nakonec dosáhli Evropy jako Hunové, kde dominovali Alani a Gótové.

### Historický vývoj
Starověké čínské zdroje řadí nomádské Kimäky ke skupině Asijských Hunů, kteří během migrace (93–380) zůstali v Žety-su (česky Sedmiříčí) a ve Východním Turkestánu.
Během migrace hlavní části Asijských Hunů ze Střední Asie a Jižní Sibiře do Evropy, jejich větev zůstala u Tarbagatajského pohoří. V roce 160 Středoasijští Hunové dobyli Žety-su, a založili zde Jüe-panské knížectví (čínsky v českém přepisu Jüe-pan, pchin-jinem yuèbān, znaky 悅般): (160–490, běžný název v čínské literatuře), trvající do roku 490. Od roku 420 byli ohrožováni Žuan-žuany. V roce 490 byli Jüe-pani poraženi Wej-chey (15 Ujgurských kmenů), pocházejícími z Tie-lejů a byli rozděleni do čtyř kmenů se souhrnným názvem „Čchu-mu-chunové“, „Čubani“ nebo „Slabí Hunové“:
Čchu-jüe → Čolové,
Čchu-mi → Čumulové,
Čchu-mu-kun → Kimäkové,
Čchu-pan → Čubani či Slabí Hunové.
Později ze dvou části Čujských kmenů – Čolů a Čumulů – vznikly dvě větve Čugajů → (Čch'-čchi → Čigilové a Šatchuo-tchu-ťüe → Čugajští Turci). Od roku 583 byli Kimäkové důležitou součástí Západoturkutského kaganátu (583–657) a patřili do svazu kmenů Dulu. Od roku 657, když se kaganát začal rozkládal, odkočovali do stepí severozápadně od Altaje do oblastí kolem Irtyše. Zde se začalo formovat jádro nového kmenového svazu. V jeho čele byl vládce s titulem „šad-tutuk“. Od poloviny 7. století Jüe-pani nesou turkický název Alty-čubové (Čujské kmeny nebo Čujští Hunové). Část z nich, Kimäkové obývala region řeky Irtyš (dobový název: Ertiš). Jüe-pani se podíleli na tvorbě národa Türgešů a jejich kaganátu a později byli vazalové Turkutů. Migrace Turkutů (Wej-cheové, Tokuz Oguzové, Süe-jentchuové, Chuej-chuové atd...) do této oblasti počala po kolapsu První Ujgurské říše (autonomie v „období bezvládí Turkutů“ 630–683 v současném Mongolsku). Během „ujgurského období“ se Čujské kmeny konsolidovaly do jádra „sedmi kmenů“ známých jako Kimäkové z arabských a perských zdrojů.

#### Kimäcko-Kypčacký kaganát
V roce 743 vznikl Kimäcký či Kimäcko-Kypčacký chanát (743–1050). Po vzniku říše Ujgurů (740–840), sem z Altaje přicházejí další kmeny, které se staly důležitou součástí nové říše - Kypčakové. Část Čujštích Hunů se ocitla v Ujgurském Kaganátě a další část si udržela svou nezávislost. Kimäkové ale hrají nadále vedoucí úlohu. Kimäkové byli jedním z Tureckých kmenů známý z arabských a perských středověkých spisovatelů jako jeden ze „sedmi kmenů“ v Kimäckém Kaganátě. Ostatních šest složek kmene za Abu Said Gardiziho (1061) byli Kypčakové, Ejmürové, Tataři, Bajandurové, Lanikazové a Ažladi. V roce 744, po rozpadu Kutlukského kaganátu (Modří Turci), se začíná Kimäcko-kypčacký kaganát rychle rozšiřovat dokonce ve třech směrech: na jih k Žety-su, na jihozápad k Syr-darje a na západ k Uralu (tímto směrem se šířili Kypčakové). Dalším důležitým zlomem byl rok 840, kdy Jenisejští Kyrgyzové zničili dosud nejmocnější říši ve stepi, říše Ujgurů. Část kmenů, patřících dosud do ujgurské říše se připojila k nim. Svaz měl v polovině 9. století devět kmenů a vládce se začal titulovat jabgu. Na přelomu 9. a 10. století se svaz přetváří v raně feudální stát. Tvořilo ho dvanáct kmenů a vládce už je označován jako kagan. Rozkládal se od řek Tobol a Irtyš ke Kaspickému moři.
Obživu poskytovalo Kimäkům hlavně pastevectví, v menší míře ale už také pěstovali pšenici, ječmen a rýži. Rozvíjela se také řemesla, hlavně ta, která pracovala s kovy a kůží, dále šperkařství.
Podobně jako Turkuti uctívali boha nebes Tengri a přírodní síly jako slunce, hvězdy, řeky, hory. Význačným osobnostem vztyčovali kamenné sochy, tzv. baby. Od Turkutů také převzali runové písmo.
V 10. století byly vztahy se sousedy dosti přátelské, doložené je například, že měli společná pastviště s Oguzy severně od Aralu a Kaspiku. Ale jejích centrální moc začala upadat. Zásadní změny přicházejí na počátku 11. století, a to jak uvnitř říše, tak i navenek. Oguzové jsou zatlačeni na jih, Pečeněhové na západ, Karlukové na jihovýchod. Zároveň dochází k dalšímu posunu Kypčaků společně s menší částí Kimäků západním směrem. Kypčakové zaujímají vedoucí postavení, zabírají nejlepší pastviny, jejich chánové přebírají vládu, naopak jméno Kimäků mizí. Od té doby označují muslimští autoři nový útvar, ještě větší než byl kaganát Kimäků jako Dešt-i-Kypčak. Důsledky těchto přesunů a změn pocítili velmi silně obyvatelé mnoha států východní a jihovýchodní Evropy.